# الوكالة الاتحادية للنقل الجوي
الوكالة الاتحادية للنقل الجوي (بالإنجليزية: Federal Air Transport Agency)‏ (بالروسية: Федеральное агентство воздушного транспорта)‏, المعروفة أيضا باسم (Rosaviatsiya)، (بالروسية: Росавиация)‏, هي وكالة حكومية روسية، مسؤولة عن الإشراف على الطيران المدني في روسيا. مقرها في موسكو.

## المسؤوليات
تشمل مسؤولياتها تقديم الخدمات الحكومية وإدارة الممتلكات الحكومية في مجال النقل الجوي (الطيران المدني)، واستخدام الفضاء الجوي فوق الاتحاد الروسي، ووسائل الإنقاذ على منصات الطيران والفضاء وتقديم الخدمات الحكومية في مجال السلامة والأمن في مجال النقل، وتسجيل تطوير الطائرات في روسيا واستشراف الصفقات التي تنطوي على بيع الطائرات.

## وصلات خارجية
- (بالروسية) الوكالة الاتحادية للنقل الجوي